# Croton linearifolius
Espèce
Croton linearifolius est une espèce de plantes à fleurs du genre Croton et de la famille Euphorbiaceae présente au Brésil (Bahia).
Il a pour synonyme :
- Oxydectes linearifolia, (Müll.Arg.) Kuntze